# Gülsün Sağlamer
Gülsün Sağlamer (Trabisonda, 1945) es una arquitecta turca, profesora universitaria emérita y la primera rectora de la Universidad Politécnica de Estambul, lo que la convierte en la primera rectora de una universidad técnica turca y la tercera rectora de Turquía.

## Estudios
Sağlamer nació en 1945 en Trabisonda. Al finalizar la educación primaria y secundaria en su ciudad natal, obtuvo su maestría y doctorado en Arquitectura en la Escuela de Arquitectura de Universidad Politécnica de Estambul (UIT). Realizó estudios de posdoctorado en el Martin Centre del Departamento de Arquitectura de la Universidad de Cambridge del Reino Unido entre 1975 y 1976.

## Trayectoria académica
De regreso a Estambul se convirtió en profesora asociada en 1978 y profesora en 1988 en la UIT. Estuvo a cargo de las asignaturas Diseño arquitectónico, Diseño asistido por computadora, Modelos lógicos de diseño y Teoría y métodos del diseño arquitectónico desde 1973 hasta su jubilación en 2012. Entre 1993 y 1995.fue profesora invitada en la Queen's University de Belfast en Irlanda del Norte.
Fue miembro del Comité ejecutivo del Instituto Turco de Investigación Científica y Tecnológica (TÜBITAK) entre 1990 y 1994, luego se convirtió en presidenta de la Unidad de Investigación sobre Vivienda de TÜBİTAK.
Entre 1996 y 2004, fue elegida rectora de la Universidad Politécnica de Estambul, lo que la convirtió en la primera rectora de una universidad técnica turca y la tercera rectora de Turquía. Entre 2005 y 2009 fue elegida miembro de la junta directiva de la Asociación de Universidades Europeas (EUA). Posteriormente fue elegida miembro del consejo de administración de la Universidad de Kadir Has y presidenta del Consejo de Tecnología y Tecnoparques de Turquía. Es la presidenta y miembro fundadora de la Asociación Europea de Mujeres Rectoras desde 2008, y presidenta del Consejo de Universidades del Mediterráneo.
Es miembro del consejo académico de árbitros de la revista Open House International.

## Premios y reconocimientos
Recibió un doctorado honorario de la Universidad de Carleton (2001), de la Universitatea de Nord en Baia Mare (2002) y de la Universitatea Ovidius Constanța (2009). Es miembro honorario del Instituto Americano de Arquitectos (AIA) desde 2006, y en 2005 recibió la “Medalla Leonardo da Vinci” de la Sociedad Europea para la Educación en Ingeniería, desde entonces es miembro de la Academia Europea de Ciencias y Artes.
Es una de las tres académicas turcas incluidas en la obra Women Scientists: Reflections, Challenges and Breaking Boundaries por Magdolna Hargittai.